# Liste der Kulturdenkmäler in Hohenahr
Die folgende Liste enthält die in der Denkmaltopographie ausgewiesenen Kulturdenkmäler auf dem Gebiet  der Gemeinde Hohenahr, Lahn-Dill-Kreis, Hessen.
Hinweis: Die Reihenfolge der Denkmäler in dieser Liste orientiert sich zunächst an Ortsteilen und anschließend der Anschrift, alternativ ist sie auch nach der Bezeichnung, der vom Landesamt für Denkmalpflege vergebenen Nummer oder der Bauzeit sortierbar.
Kulturdenkmäler werden fortlaufend im Denkmalverzeichnis des Landes Hessen durch das Landesamt für Denkmalpflege Hessen auf Basis des Hessischen Denkmalschutzgesetzes (HDSchG) geführt. Die Schutzwürdigkeit eines Kulturdenkmals hängt nicht von der Eintragung in das Denkmalverzeichnis des Landes Hessen oder der Veröffentlichung in der Denkmaltopographie ab.

## Kulturdenkmäler nach Ortsteilen

### Ahrdt
| Bild                              | Bezeichnung                       | Lage                                           | Beschreibung | Bauzeit                | Objekt-Nr. |
| --------------------------------- | --------------------------------- | ---------------------------------------------- | --- | ---------------------- | ---------- |
| Ehemaliges Back- und Gemeindehaus | Ehemaliges Back- und Gemeindehaus | Ahrdt, Talstraße 18 LageFlur: 1, Flurstück: 20 | Das kleine Back- und Gemeindehaus ist aufgrund der stehenden Fensterformate und des Krüppelwalmdaches wohl ins frühe 19. Jahrhundert zu datieren. Innerhalb der Straßenflucht ist der giebelständige Bau durch ein Glockentürmchen in seiner öffentlichen Funktion hervorgehoben. Unter Putz und Schiefer könnte eine beachtenswerte Fachwerkkonstruktion liegen (vgl. Niederweidbach). Kulturdenkmal aus geschichtlichen Gründen.                                | Anfang 19. Jahrhundert | 44694 DDB  |
| Ehemalige Schule                  | Ehemalige Schule                  | Ahrdt, Vogelsang 4 LageFlur: 1, Flurstück: 60  | Nach der Lösung aus dem Schulverband mit Altenkirchen 1898 entstand bis 1901 eine neue Schule am westlichen Ortsrand. Der traufständige Bau mit Walmdach ist asymmetrisch durch eine Dachgaube, durchschnitten von einem Eckturm, gegliedert. Zeittypischer Materialwechsel von Putz, Bruchstein, Ziegel und Schiefer. Die baulichen Details lassen auf den gleichen Architekten wie bei der Schule in Erda schließen. Kulturdenkmal aus geschichtlichen Gründen. | 1901                   | 44695 DDB  |

### Erda

#### Ehemalige Kulturdenkmäler
| Bild            | Bezeichnung | Lage                                              | Beschreibung | Bauzeit       | Objekt-Nr. |
| --------------- | ----------- | ------------------------------------------------- | --- | ------------- | ---------- |
| Bild gesucht BW | Fachwerkbau | Erda, Zu den Linden 10 LageFlur: 12, Flurstück: 9 | Giebelständiger Fachwerkbau um 1700 in einer Reihe ähnlicher Bauten. Auffällig ist das rasterförmige Gefüge des vorkragenden Obergeschosses, das im Gegensatz zum Erdgeschoss nur Eckverstrebungen aufweist. Bemerkenswert sind darüber hinaus die schönen geschnitzten Pilaster der Türpfosten. Kulturdenkmal aus geschichtlichen und städtebaulichen Gründen. Der Fachwerkbau wurde mittlerweile abgerissen. | 1695 bis 1705 | DDB        |

### Großaltenstädten
| Bild                                                | Bezeichnung                                         | Lage                                                                               | Beschreibung | Bauzeit                                                  | Objekt-Nr. |
| --------------------------------------------------- | --------------------------------------------------- | ---------------------------------------------------------------------------------- | --- | -------------------------------------------------------- | ---------- |
| Fachwerkwohnhaus                                    | Fachwerkwohnhaus                                    | Großaltenstädten, Am Wallberg 1 LageFlur: 7, Flurstück: 82/2                       | Giebelständiges Fachwerkwohnhaus, im Erdgeschoss mit Streben, im Obergeschoss mit weit gespreizten Mann-Figuren und reich profilierten Geschosshölzern. An dem seltenen, kleinen Eingangsvorbau mit balusterartig geschnitzten Stützen ist der Bau in das Jahr 1730 datiert. Kulturdenkmal aus geschichtlichen Gründen. | 1730                                                     | 44733 DDB  |
| Einhaus                                             | Einhaus                                             | Großaltenstädten, Bachstraße 6 LageFlur: 7, Flurstück: 66                          | Der giebelständige Bau präsentiert sich als kurzes Einhaus in ungewöhnlicher Ständerbauweise. Im Gegensatz zu dem weit gehend rasterförmigen Fachwerk der Giebelseite sind die drei Zonen der Traufseite durch Mann-Figuren gegliedert. Das Scheunentor mit Außenverstrebungen reicht bis zum Rähmbalken des Wohnteiles, so dass ein durchgehendes Obergeschoss entsteht. Eine Untersuchung könnte genauere Auskünfte über Geschichte und Datierung des wohl aus dem 18. Jahrhundert stammenden Baus liefern. Kulturdenkmal aus geschichtlichen Gründen. | 1745 bis 1755                                            | 44734 DDB  |
| Wohnhaus                                            | Wohnhaus                                            | Großaltenstädten, Bachstraße 8 LageFlur: 7, Flurstück: 60/1                        | Wohnhaus und Scheune liegen leicht versetzt parallel zueinander. Trotz eines Anbaus ist das Wohnhaus bis hin zu den Bleisprossenfenstern weit gehend ursprünglich erhalten, im Obergeschoss zeigt es zeittypische Mann-Figuren. Die ebenfalls um 1800 entstandene Scheune wurde nachträglich teilweise in Ziegel erneuert und das Dach angehoben. Neben Bachstraße 6 ortsbildprägender Bau am Krausebach. | 1795 bis 1805 Kulturdenkmal aus geschichtlichen Gründen. | 44735 DDB  |
| Parallelhof                                         | Parallelhof                                         | Großaltenstädten, Bermoller Straße 1, Heidestraße 2 LageFlur: 7, Flurstück: 87, 88 | Ursprünglicher Parallelhof, der in typischer Weise die Erbteilung des Besitzes belegt. Das traufständig an der Bermoller Straße gelegene Wohnhaus wurde vermutlich im 19. Jahrhundert geteilt, der westliche Bereich um eine Achse verlängert und die rückwärtige Scheune zur Heidestraße erweitert. Im Obergeschoss freiliegendes Gefüge mit Mann-Figuren und verzierten Brüstungsfeldern aus der Zeit um 1700; Kratzputz von 1921. Die Scheune für Johann Georg Haus und seine Frau Anna Maria. Kulturdenkmal aus geschichtlichen und städtebaulichen Gründen. | 1695 bis 1705                                            | 44736 DDB  |
| Streckhof                                           | Streckhof                                           | Großaltenstädten, Bermoller Straße 5 LageFlur: 7, Flurstück: 91                    | Der mächtige Streckhof ist mit seiner traufständigen Ausrichtung für die Bermoller Straße prägend. Das im Erdgeschoss erneuerte Wohnhaus zeichnet sich im Obergeschoss durch zweifach verriegeltes Fachwerk mit Mann-Figuren und verzierte Brüstungsfelder aus, die eine Datierung um 1700 nahelegen. Kulturdenkmal aus geschichtlichen und städtebaulichen Gründen. | 1695 bis 1705                                            | 44737 DDB  |
| Parallelhof                                         | Parallelhof                                         | Großaltenstädten, Erdaer Straße 1 LageFlur: 7, Flurstück: 21                       | Ortsbildprägender Parallelhof aus dem späten 18. Jahrhundert in einer Kurve gegenüber dem Rathaus. Unmittelbar am Bach gelegenes, unterkellertes Wohnhaus mit dem traditionellen Fachwerkgefüge aus teilweise reduzierten Mann-Figuren. An der Scheune mit unleserlicher Balkeninschrift fällt das Tor mit schönen Flachschnitzereien auf. Kulturdenkmal aus geschichtlichen und städtebaulichen Gründen. | Ende 18. Jahrhundert                                     | 44739 DDB  |
| Ehemaliges Rathaus                                  | Ehemaliges Rathaus                                  | Großaltenstädten, Erdaer Straße 2 LageFlur: 7, Flurstück: 32                       | Als optischer Abschluss der Bermoller Straße bildet das ehemalige Rathaus mit den beiden vorgelagerten Linden einen wichtigen Akzent im Ortsbild. Es diente außerdem bis 1839 als Schule und ab etwa 1760 als Backhaus, dessen Öfen 1937 erneuert werden mussten. Über dem rechten der beiden Eingänge ist der lang gestreckte Bau „HANS IACOB 1579“ datiert. Das mehrfach erneuerte Gefüge ist mit gebogenen, z. T. wandhohen Hölzern verstrebt. Die Rähmbauweise wird nur am nördlichen Giebel durch einen über zwei Geschosse reichenden Mittelständer durchbrochen. Der Rathaussaal im rechten Teil ist durch eine Fenstergruppe gekennzeichnet. Eine genaue Analyse der Bau- und Nutzungsgeschichte dieses frühen dörflichen Gemeinschaftsbaus steht noch aus. Kulturdenkmal aus geschichtlichen und städtebaulichen Gründen. | 1579                                                     | 44740 DDB  |
| Gesamtanlage Historischer Ortskern Großaltenstädten | Gesamtanlage Historischer Ortskern Großaltenstädten | Großaltenstädten, Gesamtanlage Ortskern Lage                                       | Der alte Ortskern zeichnet sich durch eine ungewöhnlich dichte und qualitätvolle Bausubstanz aus. Bestimmendes Element ist der offen fließende Krausebach, dem die Straßenzüge im Wesentlichen parallel folgen. Bermoller und Erdaer Straße haben sich dazu rechtwinklig zum Hauptdurchgang des Ortes entwickelt, weisen aber gleichzeitig mit dem ehemaligen Rathaus die älteste Bausubstanz auf. Charakteristisch ist die torartige Rahmung der Bermoller Straße am nördlichen Dorfeingang, wo jedoch nach dem Abriss der Schule eine empfindliche Lücke entstanden ist. Der südliche Bereich von Heide- und Bachstraße war von dem großen Brand 1798 besonders betroffen, wie sich an einigen Hausinschriften nachweisen lässt (z. B. bei Bergstraße 5). Im Laufe des 19. Jhs. weitete sich der Ort nach Norden entlang der Erdaer Straße (z. B. Nr. 3) und nach Süden entlang von Heidestraße und Weiherweg aus. Reste eines Scheunenkranzes sind am Udebach, eine kleine Gartenzone an der Heidestraße zu finden. Kulturdenkmal aus geschichtlichen Gründen. |                                                          | 645891     |
| Wohnhaus                                            | Wohnhaus                                            | Großaltenstädten, Heidestraße o. Nr. LageFlur: 7, Flurstück: 65                    | Giebelständiges Wohnhaus eines Parallelhofes, dessen Scheune weit gehend massiv erneuert ist. Im Erdgeschoss ebenfalls massiv, deuten die weit gespreizten Mann-Figuren im Obergeschoss des Wohnhauses auf eine Entstehung um 1700. Die Balkenköpfe sind entgegen der üblichen Bautradition verkleidet. Kulturdenkmal aus geschichtlichen Gründen. | 1695 bis 1705                                            | 44741 DDB  |
| Fachwerkwohnhaus                                    | Fachwerkwohnhaus                                    | Großaltenstädten, Heidestraße 10 LageFlur: 7, Flurstück: 73/3                      | Zurückliegendes, giebelständiges Fachwerkwohnhaus wohl um 1700. Das Erdgeschoss in Fachwerk erneuert. Außer den Mann-Figuren zahlreiche Zierformen wie Kehlen und Lorbeerstäbe an Füllhölzern, genaste Streben und Andreaskreuze in den Brüstungsfeldern. Trotz zahlreicher Störungen handelt es sich damit um einen der reicheren Fachwerkbauten des Ortes. Kulturdenkmal aus geschichtlichen Gründen. | 1695 bis 1705                                            | 44742 DDB  |
| Winkelhof                                           | Winkelhof                                           | Großaltenstädten, Heidestraße 12 LageFlur: 8, Flurstück: 31                        | Winkelhof mit einem Wohnhaus aus dem 18. Jahrhundert. Weit gehend intaktes Gefüge mit Mann-Figuren und genasten Streben, besonders am straßenseitigen Giebel schmuckhaft betont. Der Eingangsvorbau sowie die Wirtschaftsgebäude aus dem 19. oder frühen 20. Jahrhundert. Kulturdenkmal aus geschichtlichen Gründen. | Ende 18. Jahrhundert                                     | 44743 DDB  |
| Streckhof                                           | Streckhof                                           | Großaltenstädten, Heidestraße 22 LageFlur: 8, Flurstück: 44/1                      | Kurze Zeit nach dem Dorfbrand im August 1798 stiftete die Gemeinde Erda den bereits im Oktober aufgeschlagenen Streckhof. Neben Bergstraße 5 ist dies einer der wenigen Bauten, der diese Phase der Orts- und Siedlungsgeschichte inschriftlich belegt. Mit Mann-Figuren und Profilen an Eckständer und Geschosshölzern folgt er der orts- und gegendtypischen Fachwerktradition. Bei der jüngsten Renovierung wurden Eingang und Treppe in die ehemalige Tenne verlegt. Kulturdenkmal aus geschichtlichen Gründen. | Ende 18. Jahrhundert                                     | 44744 DDB  |
| Einhaus                                             | Einhaus                                             | Großaltenstädten, Heidestraße 24a LageFlur: 8, Flurstück: 47/5                     | Wohl nach dem Dorfbrand von 1798 entstand in zweiter Reihe das Einhaus, das als Gemeindebullenstall gedient haben soll. Neben der ursprünglichen Ständerbauweise ist die giebelseitige Erschließung des einachsigen Wohnteiles ungewöhnlich. Trotz des nachträglich angehobenen Daches und des schlechten Erhaltungszustand noch viele originale Details. Kulturdenkmal aus geschichtlichen Gründen. | Ende 18. Jahrhundert                                     | 44745 DDB  |
| weitere Bilder                                      | Evangelische Kirche                                 | Großaltenstädten, Im Kirchgarten o. Nr. LageFlur: 6, Flurstück: 184, 185           | Abseits des Dorfes liegt auf einem kleinen Hügel die evangelische Kirche. An den romanischen, ehemals wehrhaften Chorturm mit 1680 erneuertem Glockenstuhl schließt sich das Schiff mit großen Rundbogenfenstern und Walmdach an. Es wurde 1841 bis 1842 anstelle des alten, baufälligen Langhauses angefügt, wobei man im Inneren durch Abtrennung des Chores einen flach gedeckten Saalbau schuf. Raumbestimmend sind die axial ausgerichtete Kanzel an der Ostwand und die dreiseitige Empore mit Orgel. Zwei Glocken von Johannes Bruwiller von 1453. Am Aufgang zur Kirche ein Pfeilerdenkmal mit Kreuzbekrönung für die Gefallenen der beiden Weltkriege. Kulturdenkmal aus geschichtlichen, künstlerischen und städtebaulichen Gründen. | Mitte 15. Jahrhundert                                    | 44738 DDB  |

### Hohensolms
| Bild                                          | Bezeichnung                                                  | Lage | Beschreibung | Bauzeit                 | Objekt-Nr. |
| --------------------------------------------- | ------------------------------------------------------------ | --- | --- | ----------------------- | ---------- |
| weitere Bilder                                | Burg Altenberg, Alt-Hohensolms, Altensolms                   | Hohensolms, Altenberg (Außerhalb der Ortslage) LageFlur: 16, Flurstück: 9/2 | Die 1349 zerstörte Burg Alt-Hohensolms südöstlich des Ortes war wohl um 1321 errichtet worden, um solmsisches Gebiet gegen die den Landgrafen von Hessen geöffnete Burg Königsberg zu schützen. Sie dokumentiert die verwirrende Territorialgeschichte der Grafen von Solms im Mittelalter. Die Bergkuppe wird heute von einem Mitte des 19. Jahrhunderts vielleicht unter Verwendung von alten Teilen errichteten Aussichtsturm bekrönt. An den Hängen sind die kaum erforschten Reste des doppelten Ringwalles und eines verbindenden Grabens erkennbar. Kulturdenkmal aus geschichtlichen und städtebaulichen Gründen. | Ersterwähnung 1323      | 44760      |
| Fachwerkwohnhaus                              | Fachwerkwohnhaus                                             | Hohensolms, Am Hals 1 LageFlur: 24, Flurstück: 49/1 | Siedlungsgeschichtlich markiert das zu einem Parallelhof gehörige Fachwerkwohnhaus ungefähr die östliche Bebauungsgrenze des Ortes im ausgehenden 18. Jahrhundert. Charakteristisch für diese Zeit sind die regelmäßigen Mann-Figuren und die einheitlich profilierten Geschosshölzer. Das Erdgeschoss wurde wohl im 19. Jahrhundert erneuert, die Wirtschaftsbauten in jüngster Zeit ausgebaut. Kulturdenkmal aus geschichtlichen Gründen. | Ende 18. Jahrhundert    | 44749 DDB  |
| weitere Bilder                                | Jüdischer Friedhof                                           | Hohensolms, Am Judenkirchhof (Außerhalb der Ortslage) LageFlur: 17, Flurstück: 10 | Südlich des Ortes befindet sich der relativ weit abgelegene jüdische Friedhof mit 24 vollständig erhaltenen Grabsteinen. Kulturdenkmal aus geschichtlichen Gründen. | Ältester Stein von 1773 | 44761      |
| weitere Bilder                                | Burg Hohensolms                                              | Hohensolms, Burgstraße 12 LageFlur: 11, Flurstück: 4/1 | Die Grafen von Solms errichteten ab 1351 als Ersatz für das 1349 zerstörte Alt-Hohensolms eine neue Burg an der heutigen Stelle. Die im 14. Jahrhundert und im Dreißigjährigen Krieg teilweise zerstörte Anlage diente seit Anfang des 15. Jahrhunderts bis um 1770 als Residenz der Grafen von Solms-Hohensolms bzw. Lich. Danach war sie Witwen- und Sommersitz der fürstlichen Familie. Seit 1924 wird sie von der Christdeutschen Jugend und seit 1952 als Jugendburg der Evangelischen Kirche genutzt, die sie 1969 ankaufte. Die Baugeschichte der etwa viereckigen Ausläuferanlage bedarf noch genauerer Erforschung und Dokumentation. Den inneren Ring der dreifachen, den Ort einschließenden Befestigung bilden die östliche, überbaute Schildmauer mit vorgelagertem Halsgraben und die den Burghof wehrhaft umrahmenden Gebäude. Der mittlere Ring schließt den im Norden gelegenen inneren Zwinger ein, während die Befestigung in Verlängerung der Stadtmauer den äußeren Zwinger umfasst. Sie wird im Nordosten von einer Rundwarte und einer wohl erst um 1600 entstandenen Bastion verstärkt. Den Kern der Anlage bildet ein T-förmiger Gebäudekomplex am unterkellerten Burghof. Während der ältere, westliche Teil als der ursprüngliche Palas bzw. Wohnturm angesprochen werden kann, wurde in dem jüngeren, östlichen Teil die alte Schildmauer verbaut. Dieser im 15. oder 16. Jahrhundert entstandene Hohe Bau wurde mehrfach verändert, wie die vermauerten, wohl zu einem Laubengang gehörenden Arkaden im dritten Geschoss an der Ostseite belegen. Zur mittelalterlichen Burg zählen auch die westlichen, großenteils ruinösen Gebäude, die den Burghof wehrhaft umschließen und vermutlich nach 1600 infolge von Besitzteilungen verfielen. Der noch um 1700 aufrecht stehende Bergfried hat sich nicht erhalten. Ursprünglich erfolgte der Zugang zum inneren Burghof von Nordosten durch eine Gasse hinter der Schildmauer bzw. später durch einen überbauten Tunnel. Mit dem Ausbau zum Wohnschloss vom 16. bis zum 18. Jahrhundert wurde der heutige Hauptzugang im Westen des Hofes geschaffen. In diese Phase fällt auch die Entstehung des Torwegbaus, durch den der innere Zwinger erschlossen wird. Sein heutiges Erscheinungsbild des 18. Jahrhunderts birgt einen 1580 datierten Kern. Die sukzessive und vermutlich als Ersatz für ältere Bauten entstandene Gebäudezeile an der Burgstraße bildet gleichzeitig die südöstliche Begrenzung des Burghofes. Der barocke Marstall mit seinem repräsentativen Mansarddach wurde seit 1991 ausgebaut. Gegenüber der Kirche liegt der achteckige, wohl spätgotische Eulenturm mit großen Segmentbogenfenstern. Neben dem abschließenden, relativ jungen Wirtschaftsgebäude dürfte der äußere Burgzugang in der Stadtmauer gelegen haben, von dem jedoch nur Reste der barocken Überformung erhalten sind. Als Nebengebäude der Burg sind die Kirche sowie das an der Stadtmauer gelegene alte Hof- und Wirtschaftsgut mit seiner mächtigen Bruchsteinscheune zu nennen. Letzteres wurde zusammen mit dem Torwegbau 1907 erneuert. Im Renteigarten westlich der Kirche, der einzigen größeren Grünfläche in diesem Bereich, findet sich ein in den Boden eingelassenes großes Sandsteinbecken mit Dreipassfries (Taufbecken?) Von der mittelalterlichen Substanz der Burg haben sich im Inneren des Hauptgebäudes vor allem ein Gewölbekeller und der über einer Mittelsäule gewölbte Rittersaal erhalten. Die übrige Ausstattung datiert im Wesentlichen aus dem 17. und 18. Jahrhundert. Hervorzuheben sind im letzten Obergeschoss das „Totengemach“ (heute Kapelle) mit einer säulen- und girlandengeschmückten Bettnische, ein weiteres Schlafgemach mit reicher Tür- und Alkovenrahmung (jetzt Bühnenraum), beides zweite Hälfte 17. Jahrhundert. Die prachtvolle Haupttreppe um 1700 mit reich geschnitzter Brüstung. Wandvertäfelungen vor allem im Rittersaal und in den Repräsentationsräumen des zweiten Obergeschosses. Kulturdenkmal aus geschichtlichen, künstlerischen, städtebaulichen und wissenschaftlichen Gründen. | Ab 1349/50              | 44750 DDB  |
| Gesamtanlage Historischer Ortskern Hohensolms | Gesamtanlage Historischer Ortskern Hohensolms                | Hohensolms, Gesamtanlage Ortskern Lage | Die Gesamtanlage umfasst mit dem alten Ortskern einschließlich der Burg, der Befestigungsmauern und der umliegenden Freiflächen einen Bereich mit herausragender Fernwirkung. Unterhalb des hoch gelegenen, nördlichen Komplexes aus Burg, Hofgut und Kirche gruppiert sich halbkreisförmig die Siedlung. Sie wird von annähernd hangparallelen Straßenzügen erschlossen, die mit Treppenwegen verbunden sind. Neben hohen Stützmauern und den mächtigen Untergeschossen der Häuser sind als weitere Charakteristika die auf bzw. an der Stadtmauer errichteten Bauten zu nennen, die wohl erst entstanden, als die Befestigung ihre schützende Funktion verloren hatte. Markantestes Beispiel ist das wiederaufgebaute Haus Hauptstraße 49. Unter den Fachwerkbauten sind hervorzuheben: Zum Hof 5, ein Jahr nach dem Dorfbrand von 1786 errichtet. Hauptstraße 41 mit Krüppelwalmdach, einst Schule und Rathaus. Hauptstraße 35 mit Inschrift, wohl aus dem frühen 19. Jh. Zum Hof 1-3, früher fürstliche Zehntscheune und später Sitz der Bürgermeisterei. Als einzige größere Grünfläche präsentiert sich der unterkellerte Renteigarten westlich der Kirche. Hier findet sich in den Boden eingelassen ein großes rundes Becken mit Dreipassfries (Taufstein?). Der historisch bedeutende, jedoch wenig erforschte Ortskern erscheint gerade aufgrund schon vorhandener Einbrüche hochsensibel. Kulturdenkmal aus geschichtlichen Gründen. | 16. bis 19. Jahrhundert | 645906     |
| weitere Bilder                                | Evangelische Kirche, ehemalige Pfarrkirche St. Christophorus | Hohensolms, Hauptstraße o. Nr. LageFlur: 23, Flurstück: 45 | Am unteren Zugang zur Burg wurde 1448 unter Johann von Solms-Lich die kleine Kapelle erbaut, welche schon 1455 zur Pfarrkirche erhoben wurde. Das kleine Schiff mit Walmdach und barockem Haubendachreiter weist z.T. noch einige gotische Maßwerkfenster, z.T. mit Inschrift auf. Der kleine Eingangsvorbau sowie der Choranbau entstanden bei einer Renovierungsmaßnahme 1912 bis 1916. Der Saalbau zeigt im Inneren eine Flachdecke mit Längsunterzug über einem - ursprünglich wohl zwei - Achteckpfosten mit Kopfstreben. Auch der Dachstuhl ist wohl noch mittelalterlich. Von der Ausstattung sind hervorzuheben: Großes Wandgemälde des hl. Christophorus um 1500. Kanzel von 1871. Takenplatte von 1676. Unterhalb der Kirche einige vom Friedhof hierher versetzte Grabsteine. Kulturdenkmal aus geschichtlichen, künstlerischen, städtebaulichen und wissenschaftlichen Gründen. | 1448                    | 44751 DDB  |
| Ehemalige Bürgermeisterei                     | Ehemalige Bürgermeisterei                                    | Hohensolms, Hauptstraße 2 LageFlur: 24, Flurstück: 123/5 | Die preußische Amtsbürgermeisterei Hohensolms erhielt 1908 einen Neubau, der einen wichtigen städtebaulichen Akzent am unteren Ende der Hauptstraße bildet. Die ineinander- greifenden Bauteile ist durch den überdachten Eingang, das ehemalige Datumsfeld und die großen Fenster der Hauptfassade strukturiert und folgen damit dem Vorbild ähnlicher Verwaltungsbauten dieser Zeit. Kulturdenkmal aus geschichtlichen und städtebaulichen Gründen. | 1908                    | 44752 DDB  |
| Parallelhof                                   | Parallelhof                                                  | Hohensolms, Hauptstraße 13, 13a LageFlur: 24, Flurstück: 65/4, 68/2 | Der Parallelhof markiert die Bebauungsgrenze der Hauptstraße im späten 18. Jahrhundert. Dementsprechend zeigt das Wohnhaus im Obergeschoss für die Zeit um 1800 typische Verstrebungsformen und Profile. Erdgeschoss und Fenster erneuert. Die Scheune wurde laut Inschrift 1803 von Werkmeister Conrad Gerth durch die Gemeinde Altenkirchen errichtet, die damit den Opfern eines Dorfbrandes half. Reste von Kratzputz 1912. Vor kurzem Umbau zum Wohnhaus. Kulturdenkmal aus geschichtlichen und städtebaulichen Gründen. | Ende 18. Jahrhundert    | 44753 DDB  |
| Schwengelpumpe                                | Schwengelpumpe                                               | Hohensolms, Hauptstraße 15 LageFlur: 24, Flurstück: 69 | Am Eingang des 1803 von den Werkmeistern Karl und Conrad Gerth errichteten Winkelhofes befindet sich eine Schwengelpumpe mit klassizierenden Formen, wohl aus der zweiten Hälfte des 19. Jahrhunderts. Zusammen mit der Pumpe bei Neuer Weg 7 eines der charakteristischen, aber selten gewordenen Beispiele privater Wasserversorgung. Kulturdenkmal aus geschichtlichen Gründen. | Ende 19. Jahrhundert    | 44754 DDB  |
| Zweiseithof                                   | Zweiseithof                                                  | Hohensolms, Hauptstraße 29 LageFlur: 24, Flurstück: 86 | Der wohl bis ins 18. Jahrhundert zurückreichende Zweiseithof fällt durch den seltenen giebelseitigen Eingang und die weit gespreizten Mann-Figuren im Obergeschoss auf. Die Scheune aus Ziegel und Fachwerk entstand 1869, vermutlich als Ersatz für einen Vorgängerbau. Einschließlich der Einfriedung und des Gartens weit gehend ursprünglich erhaltenes Gehöft. Kulturdenkmal aus geschichtlichen und städtebaulichen Gründen. | 1725 bis 1775           | 44755 DDB  |
| Toranlage                                     | Toranlage                                                    | Hohensolms, Hauptstraße (bei Nr. 30) LageFlur: 23, Flurstück: 107/3 | Herausragendes Element der Ortsbefestigung ist das große Doppeltor in der Hauptstraße, das ins 15. Jahrhundert einzuordnen ist. Die spitzbogigen Durchgänge werden von Rundtürmen flankiert und von Konsolfriesen aus Basaltquadern überfangen. Der innere Bogen war vermutlich mit einem Torhaus überbaut. Kulturdenkmal aus geschichtlichen Gründen. | 1425 bis 1475           | 44756 DDB  |
| Hofanlage                                     | Hofanlage                                                    | Hohensolms, Hauptstraße 31 LageFlur: 23, Flurstück: 50 | Laut Auskunft geht die Hofanlage auf das Jahr 1683 zurück und diente zeitweilig als Oberförsterei. Wohnhaus und ehemalige Scheune sind hangparallel ausgerichtet und wurden in den 1920er Jahren miteinander verknüpft. Gegen Ende des 18. Jahrhunderts erfolgte die rechtwinkelige Erweiterung um einen zweigeschossigen Wirtschaftsbau. Die repräsentativen Züge der beiden Kernbauten - Größe, Mittelbetonung des Wohnhauses, Krüppelwalmdach auch bei der Scheune - deuten auf einen möglichen Zusammenhang mit der gräflichen Verwaltung. Kulturdenkmal aus geschichtlichen und städtebaulichen Gründen. | 1683                    | 44758 DDB  |
| Bild gesucht BW                               | Fachwerkhaus                                                 | Hohensolms, Hauptstraße 49 LageFlur: 23, Flurstück: 33/1 | |                         | 184855     |
| Lohmühle                                      | Lohmühle                                                     | Hohensolms, Lohmühle 1, Lohmühle (Außerhalb der Ortslage) LageFlur: 20, Flurstück: 96, 97, 98 | Die Lohmühle liegt abseits in der Gemarkung am Krausebach Richtung Großaltenstädten. Die Lohmühle wird bereits im frühen 17. Jahrhundert erwähnt. Das heutige Mühlengebäude wurde laut Inschrift 1773 von Hannes Rühl errichtet und weist noch eine schöne Haustür um 1850 auf. Zwei jüngere Gebäude des 19. bzw. 20. Jahrhunderts schließen den Hof ab. Obwohl weder Mühleneinrichtung noch -graben erhalten sind, vermitteln Lage und Substanz noch den typischen Eindruck eines historischen Mühlenplatzes. Der Umbau der Scheune zum Wohnhaus wurde vom Land Hessen gefördert. Kulturdenkmal aus geschichtlichen Gründen. | 1773                    | 44763      |
| Schwengelpumpe                                | Schwengelpumpe                                               | Hohensolms, Neuer Weg 7 LageFlur: 24, Flurstück: 14 | Die gusseiserne Schwengelpumpe mit Sandsteintrog neben der Scheune dokumentiert die hausgebundene Wasserversorgung im 19. Jahrhundert. Die klassizierenden Formen sind nahezu identisch mit denen der Pumpe bei Hauptstraße 15. Kulturdenkmal aus geschichtlichen Gründen. | 1825 bis 1875           | 44759 DDB  |
| Alte Wacht                                    | Alte Wacht                                                   | Hohensolms, Schloß LageFlur: 11, Flurstück: 15/3 | Unmittelbar hinter dem Doppeltor liegt die Alte Wacht, die zeitweilig als Gefängnis gedient hat, wie ein gewölbter Keller mit Abortanlage belegt. Die beiden unteren Geschosse aus Bruchstein gehen vielleicht noch auf das 16. Jahrhundert zurück, während das dritte Geschoss und das repräsentative Mansarddach erst im 18. Jahrhundert aufgestockt wurden. Lage und Proportion des mächtigen Baus geben ihm eine herausragende Bedeutung im Ortsbild, seine Funktion ist in unmittelbarem Zusammenhang mit der Befestigung zu sehen. Im Inneren noch zahlreiche ursprüngliche Details wie z. B. eine Bohlenwand. Kulturdenkmal aus geschichtlichen und städtebaulichen Gründen. | 1525 bis 1575           | 44757 DDB  |
| Ortsbefestigung mit Stützmauern               | Ortsbefestigung mit Stützmauern                              | Hohensolms, Zum Hof, Hintergasse 3, 8, 35, 37, 38, 49, Hauptstraße, An der Mauer 1, 3, 5, 7, 9, An der Mauer LageFlur: 11, 23, Flurstück: 2, 107/3, 1/2, 3/1, 33/1, 34/1, 35/1, 36/1, 37/1, 38, 39/4, 4, 40/4, 41, 42, 43 | An der Mauer, bei Nr. 1-7 (ungerade); Burgstraße; Hauptstraße, bei Nr. 30, 35, 37, 38, 49; Hintergasse, bei Nr. 3, 8 Die alte Ortsbefestigung ist aufs Engste mit den schützenden Mauern der Burg verflochten und geht in ihrem heutigen Bestand wohl auf das 15. Jahrhundert zurück. Herausragendes Element ist das große Doppeltor in der Hauptstraße. Ein weiterer kleiner Turm oberhalb der Alten Wacht gehörte vielleicht zu einem zweiten, die Burg erschließenden Zugang. An der südlichen Mauerspitze sind Reste eines Rundturmes zu erkennen. Bei Hauptstraße 49 zeigt sich in typischer Weise, wie die Mauer nach und nach überbaut wurde, so dass sie nur bruchstückhaft und in den unteren Teilen erhalten ist. Gleichzeitig wird die allmählich abnehmende Schutzfunktion der Befestigung u.a. als Folge verbesserter Kriegstechnik verdeutlicht. Die steile Hanglage von Hohensolms machte darüber hinaus zahlreiche Stützmauern erforderlich, die das Ortsbild in hohem Maße mitbestimmen. Die Stützmauer entlang der Hauptstraße könnte - obwohl außerhalb des Berings gelegen - teilweise im Zuge fortifikatorischer Maßnahmen entstanden sein. Sie setzt sich innerhalb der Befestigung bis zur Kirche fort und unterfängt schließlich, durch einen Treppenweg unterbrochen, den Renteigarten. Die Pforte in der Mauer am Treppenweg führt in einen unter dem Garten gelegenen mächtigen, tonnengewölbten Keller. Die Befestigungs- und Stützmauern von Hohensolms markieren den alten Siedlungskern mit seiner historischen Wegeführung und können als bautechnische, fortifikatorische und gestalterische Einheit angesehen werden. Kulturdenkmal aus geschichtlichen und städtebaulichen Gründen. | 1425 bis 1475           | 44748 DDB  |

#### Ehemalige Kulturdenkmäler
| Bild            | Bezeichnung              | Lage                                                      | Beschreibung | Bauzeit | Objekt-Nr. |
| --------------- | ------------------------ | --------------------------------------------------------- | --- | ------- | ---------- |
| Bild gesucht BW | Friedhof, Friedhofshalle | Hohensolms, Kirchhofsgärten LageFlur: 20, Flurstück: 85/2 | Die kleine Friedhofhalle aus der Zeit nach 1945 gehörte in eine Gruppe weiterer, selten gewordener Bauten dieser Art, z. B. in Hüttenberg-Weidenhausen. Das schlichte Gebäude mit Krüppelwalmdach wurde durch eine Eingangsloggia mit Spitzbogen aufgewertet. Auf dem Dach ein ehemaliges gusseisernes Grabkreuz. Kulturdenkmal aus geschichtlichen Gründen. Die Friedhofshalle wurde mittlerweile abgerissen. | 1945    | 44762      |

### Mudersbach
| Bild                                          | Bezeichnung                                   | Lage                                                     | Beschreibung | Bauzeit                | Objekt-Nr. |
| --------------------------------------------- | --------------------------------------------- | -------------------------------------------------------- | --- | ---------------------- | ---------- |
| Ehemalige Zigarrenfabrik                      | Ehemalige Zigarrenfabrik                      | Mudersbach, Aartalstraße 16 LageFlur: 1, Flurstück: 28   | Das giebelständige Fabrikgebäude ist eines der wenigen weit gehend original erhaltenen Zeugnisse der vom Raum Gießen ausstrahlenden Zigarrenfabrikation, vgl. Erda, Waldgirmes. Wohl kurz nach 1900 entstanden, weist der Bau den zeittypischen Materialwechsel auf: Bruchstein für das Untergeschoss, Putz mit Ziegelgliederung für das Hauptgeschoss, Schiefer für den Fachwerkkniestock mit Krüppelwalmdach und Zwerchhaus. Der Keller diente zur Tabakwäsche, der hell belichtete Saal auf Eisensäulen im Hauptgeschoss der Zigarrenherstellung, der Kniestock als Kontor, Kantine und Trockenraum. Im Hof noch eine hölzerne Pumpsäule. Kulturdenkmal aus geschichtlichen Gründen. | Anfang 20. Jahrhundert | 44766 DDB  |
| weitere Bilder                                | Ehemaliges Schul- und Bethaus                 | Mudersbach, Aartalstraße 24 LageFlur: 1, Flurstück: 21/1 | Das ursprüngliche zweigeschossige Schul- und Bethaus auf quadratischem Grundriss entstand 1878. Ungewöhnlicher, kubischer Bau mit Erdgeschoss aus Backstein, verschiefertem Fachwerkobergeschoss und großem Zeltdach. Die Zweigeschossigkeit wurde 1964 zu Gunsten einer Saalform des Betraumes mit Zeltdach aufgegeben. Kulturdenkmal aus geschichtlichen Gründen. | 1878                   | 44767 DDB  |
| Wohnhaus                                      | Wohnhaus                                      | Mudersbach, Aartalstraße 25 LageFlur: 1, Flurstück: 205  | Trotz starker Störungen gehört das Wohnhaus mit seinem reichen Fachwerkgefüge im Obergeschoss zu den aufwendigsten Beispielen im Ort und in der Gemeinde. Neben den weit gespreizten Mann-Figuren und genasten Streben sind Eckständer und Füllhölzer mit Schnitzereien verziert. Schuppenbänder, Tau- und Perlstäbe sowie Rosetten weisen auf eine Entstehung vielleicht noch in der ersten Hälfte des 17. Jahrhunderts. Kulturdenkmal aus geschichtlichen Gründen. | Anfang 17. Jahrhundert | 44768 DDB  |
| Winkelhof                                     | Winkelhof                                     | Mudersbach, Aartalstraße 30 LageFlur: 1, Flurstück: 15/1 | In ortsbildprägender Lage am Abzweig der Ringstraße gelegener Winkelhof. Unter Putz und Schiefer dürfte sich ein weit gehend ungestörtes Gefüge des 18. Jahrhunderts erhalten haben. Die Scheune mit Feuerböcken und Schnitzereien vermutlich jünger, um 1800. Kulturdenkmal aus geschichtlichen und städtebaulichen Gründen. | 1795 bis 1805          | 44769 DDB  |
| Scheune                                       | Scheune                                       | Mudersbach, Aartalstraße 31 LageFlur: 1, Flurstück: 213  | Giebelständige, für das Straßenbild wirksame Scheune, die ähnlich wie die bei Aartalstraße 35 aus der Zeit um 1800 stammt. Das regelmäßige Raster des Giebelfachwerkes durch Fußbänder an den Stielen in der Mittelachse dekorativ betont; an der Traufseite profilierte Balken. Das wohl ältere Wohnhaus stark verändert. Kulturdenkmal aus geschichtlichen und städtebaulichen Gründen. | 1795 bis 1805          | 44770 DDB  |
| Ehemalige Schmiede                            | Ehemalige Schmiede                            | Mudersbach, Ringstraße LageFlur: 2, Flurstück: 86        | An der Hauptkreuzung des Ortes gelegener, kleiner Schmiedenbau mit Kniestock über dem massiven Erdgeschoss. Trotz Verlust der Einrichtung typisches Zeugnis für das dörfliche Handwerk. Kulturdenkmal aus geschichtlichen Gründen. |                        | 44771 DDB  |
| Gesamtanlage historischer Ortskern Mudersbach | Gesamtanlage historischer Ortskern Mudersbach | Mudersbach, Gesamtanlage Ortskern Lage                   | Der ursprüngliche Kern des Ortes entwickelte sich an der Ringstraße und an der Aartalstraße, die als heutige Hauptachse des Dorfes fälschlicherweise den Eindruck eines Straßendorfes vermittelt. Im nördlichen Bereich greift die Bebauung auf das rechte Ufer des Wilsbaches über. Die Grenze verläuft bei dem neu aufgebauten Haus Aartalstraße 37. Von dem großen Gehöft Nr. 35 haben sich nur die Wirtschaftsgebäude aus der Zeit um 1800 erhalten. Im südlichen Bereich ist die Aartalstraße vorwiegend durch giebelständige Bauten geprägt. Ausnahmen stellen z. B. das Schul- und Bethaus (Nr. 24) und das benachbarte traufständige Gemeindehaus von 1952 dar. Die unregelmäßige Bebauung an der Ringstraße wurde bis ins frühe 20. Jh. fortgesetzt (Nr. 18 ab 1905). Am Wilsbach sind die Reste einer Hausgartenzone sichtbar. Kulturdenkmal aus geschichtlichen Gründen. |                        | 645924     |
| Winkelhof                                     | Winkelhof                                     | Mudersbach, Ringstraße 9, 11 LageFlur: 2, Flurstück: 78  | Winkelhof des 18. Jahrhunderts. Das Fachwerkgefüge des giebelständigen Wohnhauses im Erdgeschoss verputzt, im Obergeschoss mit Mann-Figuren, genasten Brüstungsstreben und Lorbeerstäben an den Füllhölzern verziert. Einschließlich der Scheune weit gehend ursprünglicher Erhaltungszustand. Kulturdenkmal aus geschichtlichen Gründen. | 1725 bis 1775          | 44772 DDB  |